# Фала (Руше)
Фала (словен. Fala) — поселення в общині Руше, Подравський регіон‎, Словенія.